# El Jebha
El Jebha ou simplesmente Jebha (em árabe: جبهة; romaniz.: Jabhah) é uma aldeia da costa mediterrânica de Marrocos, sede da comuna rural de M'Tioua, pertencente ao círculo de Jebha, na província de Xexuão e na região de Tanger-Tétouan-Al Hoceïma. Em 2004 a aldeia tinha  habitantes  2 984 e . e em 2014 tinha 3 757 habitantes. A comuna de M'Tioua tinha 12 812 habitantes (em 2014) e o círculo de Jebha tinha 78 049 habitantes (em 2014).
Chamada Puerto Capaz durante o protetorado espanhol, Jebha é um pequeno e pitoresco porto de pescadores de casas brancas entalado entre o Mediterrâneo e as montanhas do Rife, que chegam a atingir praticamente os 1 500 metros nos arredores. O nome da vila significa "frente" ou "testa" em árabe, precisamente pela situação da povoação frente às montanhas, na chamada Costa Gomara, o nome da tribo berbere da região. Encontra-se na tortuosa estrada N16, que segue junto à costa desde Tetuão (135 km a noroeste por estrada) e depois de Jebha segue pelo interior para Al Hoceima (110 km a leste). A aldeia fica cerca de 55 km oeste dos limites ocidentais do Parque Nacional de Al Hoceima.
Nas imediações há algumas praias muito pouco frequentadas devido a serem de acesso difícil, e por isso muito preservadas em termos naturais. Apesar da areia das praias do lado ocidental ser mais áspera e cinzenta do que as do lado oriental, são mais frequentadas devido a serem mais facilmente acessíveis.
As principais atividades económicas da vila são a pesca e o comércio e o dia da semana mais animado é a terça-feira, dia do soco (mercado), que atrai muitos habitantes dos arredores.